# Ernst Kistler
Ernst Kistler (* 28. Februar 1952 in Windach am Ammersee; † 23. Juni 2021) war Direktor am Internationalen Institut für empirische Sozialökonomie (INIFES) in Stadtbergen bei Augsburg.

## Ausbildung
In den Jahren 1971 bis 1975 studierte Kistler Wirtschafts- und Sozialwissenschaften; die Promotion zum Dr. rer. pol. an der Universität Augsburg zum Thema Verbraucherpolitik und staatliche Transferpolitik folgte im Jahr 1981.

## Wirken
Seit 1975 war Kistler am Internationalen Institut für empirische Sozialökonomie (INIFES) in Stadtbergen tätig, seit 1987 als Direktor und Gesellschafter des Instituts. Er wirkte unter anderem am Bayerischen Sozialbericht mit, der in unregelmäßigen Abständen von der Bayerischen Staatsregierung herausgegeben wird. 2020 zog er sich aus dem Berufsleben zurück und war seitdem als freier Mitarbeiter am INIFES tätig.
Im Buch Die Methusalem-Lüge kritisierte er unter anderem die von Frank Schirrmacher gezogenen Schlüsse in dessen Buch Das Methusalem-Komplott: „Problematisch wird die Sache allerdings dann, wenn demographisch unbedarfte Laien wie Frank Schirrmacher daraus luftige Verbindungen konstruieren.“
Kistler bezweifelte die Auswirkungen des demographischen Wandels und war ein Kritiker der zwischen 2000 und 2010 durchgeführten Rentenreformen. In vielen Berufen – als Dachdecker oder in der Alten- und Krankenpflege – sei es laut Kistler einfach irreal, bis zum 67. Lebensjahr zu arbeiten. Kistler zufolge entstehen zunehmend Kosten, die die Frage der Verteilungsgerechtigkeit stärker in den Vordergrund rücken: „Der Konflikt zwischen Alt und Jung ist gar nicht so groß heute in unserer Gesellschaft ... Aber ich sehe einen wachsenden Konflikt zwischen Arm und Reich.“ Das von der gesetzlichen Rentenversicherung für den „Eckrentner“ prognostizierte „Normalarbeitsleben“ entpuppe sich für immer mehr Beschäftigte als Illusion.